# Adenosin
Adenosin er et lille organisk molekyle, som er opbygget af nukleinbasen adenin og sukkergruppen ribose. Adenosin hører til gruppen nukleosider, som alle består af en nukleinbase og en sukkergruppe (fx den som nævnes ovenfor). Hvis tillige en fosfatgruppe indgår i molekylet, ville det være blevet klassificeret som en nukleotid.
Adenosin er tillige en neurotransmittor (signalsubstans) i centralnervesystemet, hvor dets forskellige funktioner endnu ikke er helt klarlagte. Det er dog kendt, at adenosin binder til samme receptorer som fx koffein binder til. Disse to forskellige substanser har imidlertid modsat effekt; mens adenosin stimulerer receptoren til at formidle signaler, som stimulerer træthed, har koffein egenskaber, som blokerer receptoren fra at aktiveres af adenosin.
DNA og RNA består delvis af adenosin.